# El Serrat

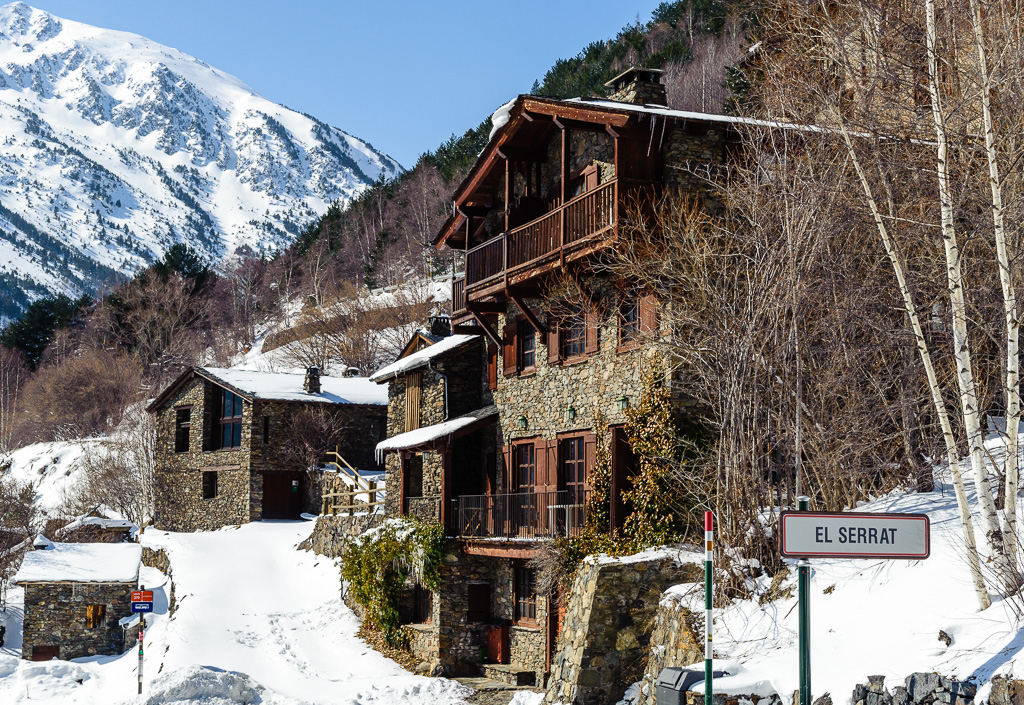
El Serrat im Winter

El Serrat ist ein Dorf in der Parroquía Ordino in Andorra. Es liegt auf einer Höhe von 1539 Metern und zählte 214 Einwohner im Jahr 2021.
In El Serrat befindet sich die Kirche Sant Pere del Serrat aus dem 16. oder 17. Jahrhundert. Etwa einen Kilometer südlich des Ortes überquert die romanische Pont de l’Estarell den Fluss Valira del Nord.

## Lage

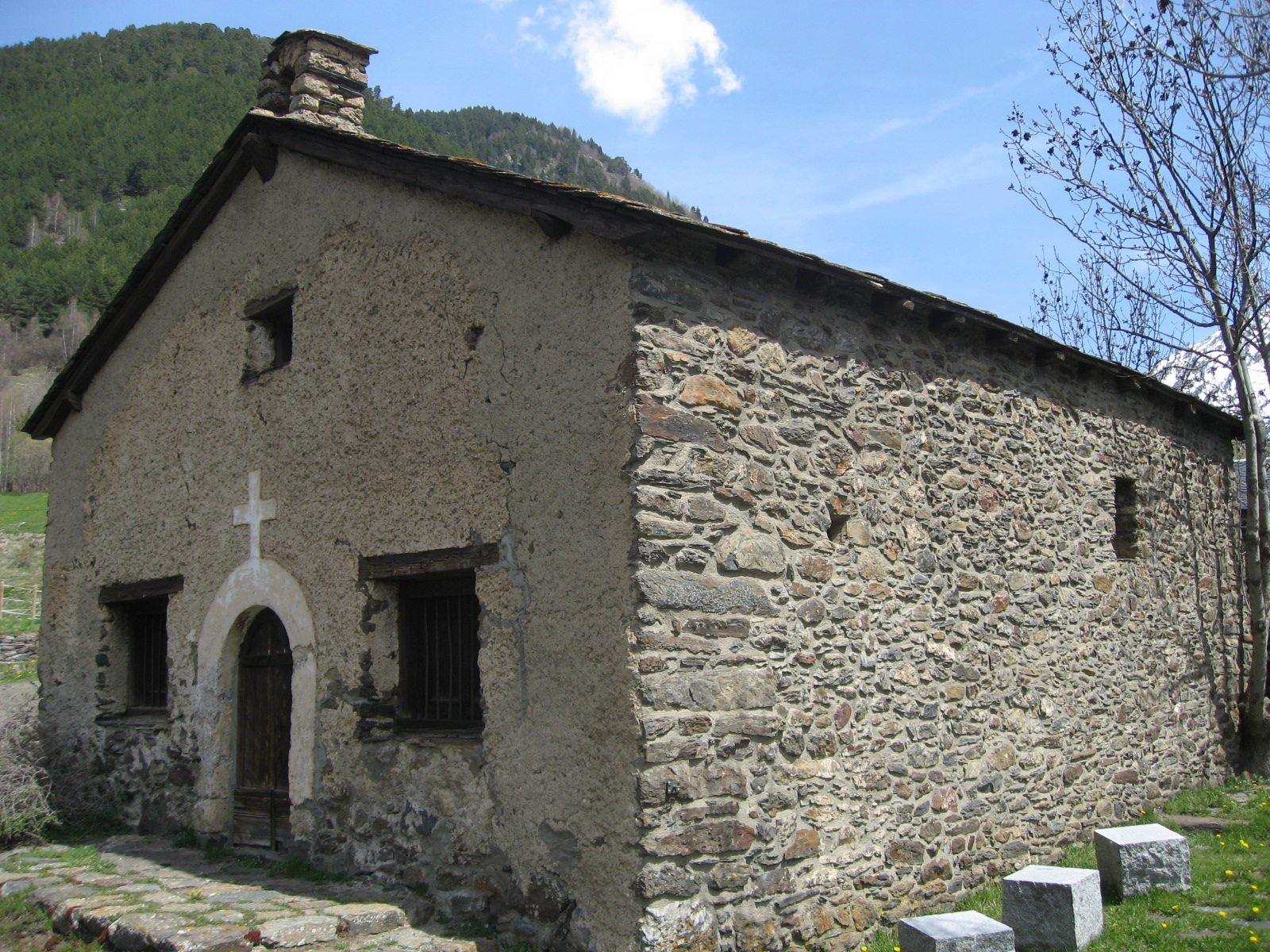
Kirche Sant Pere del Serrat

El Serrat liegt im Norden des Landes Andorra und ebenso im Norden der Parroquía Ordino. Das Dorf wird von den Flüssen Riu de Tristaina und Riu de Rialb umgeben und ist etwa 8 Kilometer von der Stadt Ordino entfernt.